# Dejvid Makleland
Dejvid Klarens Makleland (20. maj 1917 – 27. mart 1998) bio je američki psiholog, zapažen po svom radu na motivacionoj teoriji potrebe. On je objavio niz radova između 1950-ih i 1990-ih i razvio nove sisteme bodovanja za Tematitski test apercepcije (TAT) i njegove kasnije verzije. Makleland je zaslužan za razvijanje teorije motivacije dostignuća, koja se uobičajeno naziva „potreba za dostignućem”" ili teorija n-dostignuća. Jedan pregled časopisa Review of General Psychology objavljen 2002. godine, Maklelanda je rangirao kao 15. najcitiranijeg psihologa 20. veka.

## Život i karijera
Makleland, je rođen u Maunt Vernonu u Njujorku. On je diplomirao na Veslijanskom univerzitetu 1938. godine, magistrirao na Univerzitetu u Mizuriju 1939. godine, i doktorirao eksperimentalnu psihologiju na Jejl univerzitetu 1941. godine. On je predavao u Konektikat koledžu i Veslijanskom univerzitetu pre nego što se pridružio Harvardskom univerzitetu 1956. godine, gde je radio 30 godina, služeći kao rukovodilac Odelenja za psihologiju. Godine 1987, on je prešao na Bostonski univerzitet, gde je dobio nagradu Američke psihološke asocijacije za izuzetne naučne doprinose.

### Teorija očekivane vrednosti od motivacije
Makleland je tvrdio da je motivacija „ponavljajuća briga za ciljno stanje ili uslovljenost merena u fantaziji, koja pokreće, usmerava i bira ponašanje pojedinca“. Bazirajući svoj rad na delu Henrija Marija, fokusirao se na tri posebna motiva: potrebu za postignućem (N-Ach); potreba za pripadnošću (N-Aff); i potreba za moći (N-Pow). N-Ach je želja da se istakne u odnosu na skup standarda. To je nagon za uspehom. N-Pow je želja osobe da bude uticajna i da utiče na organizaciju. N-Aff je želja za bliskim ličnim odnosima. Maklelandove tri potrebe nisu sekvencijalne, već se umesto toga koriste u odnosu jedna na drugu.
„Prema njegovoj teoriji, većina ljudi poseduje i prikazuje mešavinu ovih potreba: oni sa velikom potrebom za postignućem imaju privlačnost u situacijama koje nude ličnu odgovornost; pojedinci sa dominantnom potrebom za autoritetom i moći imaju želju da utiču i da povećaju lični status i prestiž; i konačno, oni sa velikom potrebom za pripadnošću vrednuju izgradnju čvrstih odnosa i pripadnost grupama ili organizacijama.“ 
Rad od 1940-ih do kasnih 1960-ih bio je fokusiran na motiv dostignuća i njegov uticaj na razvoj privrede i preduzetništva. On je preusmerio svoj rad tokom 1960-ih tako da se fokusira na motiv moći, prvo se baveći pitanjima zavisnosti i alkoholizma, zatim na efikasnost liderstva, i kasnije na razvoj zajednice. Rad na liderstvu i upravljanju pomogao je da se stvori bihevioralni nivo sposobnosti osobe, koji je Makleland nazvao „kompetencijama“. On je takođe predvodio napore da se pokaže koliko su kompetencije važne u odnosu na znanje i tradicionalne osobine ličnosti u željenom smislu ishoda visokog obrazovanja. Njegov rad na moći proširio se na istraživanje prirodnog procesa lečenja tela.

### U potrazi za operantnim testovima i merama
Dejvid Makleland je tvrdio da su operantne metode (tj. testovi u kojima osoba mora da generiše misli ili radnje) bili mnogo validniji prediktori ishoda ponašanja, učinka na poslu, zadovoljstva životom i drugih sličnih ishoda. Konkretno, on je tvrdio da operantne metode imaju veću validnost i osetljivost od merenja ispitanika (tj. testovi koji traže tačan/netačan odgovor, ocenjivanje ili rangiranje). On se borio protiv tradicionalnijih psihologa koji su insistirali na korišćenju samoprocene, mera ispitanika i izbegavanja operantnih mera jer su, u tradicionalnim pogledima, operantne mere patile od manje tradicionalnih mera pouzdanosti. Makleland je verovao da su bolje operantne mere moguće uz korišćenje pouzdanih kodova za obradu informacija u njima. On je tvrdio da je njegova životna potraga bila da pokaže psihološkim istraživačima vrednost izvlačenja stvarnih misli ljudi (tj. svesnih i nesvesnih) zajedno sa njihovim ponašanjem. On je više puta objavljivao istraživanja i ohrabrivao svoje doktorante i kolege da pokažu da operantne metode, u poređenju sa metodama ispitanika, dosledno pokazuju: (a) veću validnost kriterijuma; (b) povećan uvid uprkos manjoj pouzdanosti test-retest; (c) veću osetljivost u razlikovanju raspoloženja i sličnih razlika; (d) veću jedinstvenost i manju verovatnoću ispaštanja od multikolinearnosti; (e) veću međukulturalnu validnost, jer nisu zahtevale da osoba odgovori na pripremljene predmete; i (f) povećanu korisnost u aplikacijama za ljudski ili organizacioni razvoj.

### Pomaganje ljudima da se promene
„Razumevanje ljudske motivacije trebalo bi da bude dobra stvar. Trebalo bi da nam pomogne da saznamo šta zaista želimo kako bismo izbegli jurenje za dugama koje nisu za nas. Trebalo bi da otvori mogućnosti za samorazvoj, ako primenimo motivacione principe u ostvarivanju naših ciljeva u životu”.

## Publikacije
- McClelland, D.C. (1951). Personality.. New York: William Sloane Associates.
- McClelland, D.C., Atkinson, J.W., Clark, R.A., and Lowell, E.L. (1953). The Achievement Motive.. New York: Appleton-Century-Crofts.
- McClelland, D.C., Baldwin, A.L., Bronfenbrenner, and Strodbeck, F.L. (1958). Talent and Society.. New York: Van Nostrand.
- McClelland, D.C. (1961). The Achieving Society..  New York: Van Nostrand.
- McClelland, D.C. (1964). The Roots of Consciousness..  New York: Van Nostrand.
- McClelland, D.C. and Winter, D.G. (1969). Motivating Economic Achievement.. New York: Free Press.
- McClelland, D.C., Davis, W.N., Kalin, R., and Wanner, E. (1972). The Drinking Man: Alcohol and Human Motivation.. New York: Free Press.
- McClelland, D.C. (1975). Power: The Inner Experience..  New York:  Irvington Publishers, Halstead Press.
- Winter, D.G., McClelland, D.G., and Stewart, A.J. (1981). A New Case for the Liberal Arts: Assessing Institutional Goals and Student Development..  San Francisco: Jossey-Bass.
- McClelland, D.C. (1984). Motives, Personality, and Society: Selected Papers.. New York: Praeger.
- McClelland, D.C. (1987). Human motivation.. New York: University of Cambridge.
- Smith, C.P., with Atkinson, J.W., McClelland, D.C., and Veroff, J. (eds.) Motivation and Personality: Handbook of Thematic Content Analysis. 1992.. New York: Cambridge University Press.

## Literatura
- Boyatzis, R.E. The Competent Manager: A Model for Effective Performance. 1982. NY: John Wiley & Sons.
- Boyatzis, R.E. Transforming Qualitative Information: Thematic Analysis and Code Development. 1998. Thousand Oaks, CA: Sage Publications.
- Goleman, D (1998). Working with Emotional Intelligence. Bantam: NY..
- Miller, W.B. (1981). "Motivation techniques: Does one work best?" Management Review.
- Spencer, L.M., Jr. and Spencer, S. (1993). Competence at Work: Models for Superior Performance. NY: John Wiley & Sons.
- Kelner, Stephen P., Jr. (2005). Motivate Your Writing!: Using Motivational Psychology to Energize Your Writing Life. Lebanon, NH: University Press of New England.
- McClelland, David C. (1978). „Managing motivation to expand human freedom”. American Psychologist. 33 (3): 201—210. doi:10.1037/0003-066x.33.3.201.
- Moran, Barbara B.; Stueart, Robert D.; Morner, Claudi J. (2013). Library and Information Center Management. Santa Barbara, CA: Libraries Unlimited. стр. 279–280.
- Stead, B. (1972). „Berlo's Communication Process Model as Applied to the Behavioral Theories of Maslow, Herzberg, and McGregor”. The Academy of Management Journal (15 изд.). 3: 804.
- Lenk, H (1979). Social Philosophy of Athletics: A Pluralistic and Practice-Oriented Philosophical Analysis of Top Level Amateur Sport. Stipes Pub Llc.
- McClelland, D. C., Atkinson, J. W., Clark, R. A., & Lowell, E. L. (1958). A scoring manual for the achievement motive; R. W. Heyns, J. Veroff, & J. W. Atkinson, A scoring manual for the affiliation motive; J. Veroff, A scoring manual for the power motive. Respectively, Chapters 12, 13 and 14 in J. W. Atkinson (Ed.), Motives in Fantasy, Action and Society. New York: Van Nostrand.
- Raven, J. (2001). The McClelland/McBer Competency Models. Chapter 15 in J. Raven & J. Stephenson (Eds.), Competence in the Learning Society. New York: Peter Lang.
- Breidebach, G. (2012). Bildungsbenachteiligung. Warum die einen nicht können und die anderen nicht wollen. Hamburg: Dr Kovac Verlag.
- Byrne, D.; U. Texas (1. 11. 1961). „Anxiety and the Experimental Arousal of Affiliation Need”. Journal of Abnormal Psychology. 3. 63 (3): 660—2. PMID 13875333. doi:10.1037/h0047251.
- Rofe, Y. (1984). Stress and affiliation: A utility theory. Psychological Review, 91, 235-250.
- Kassin, S., Fein, S., & Markus, H. (2008). Social Psychology Seventh Edition. Boston: Houghton Mifflin Company.
- Costa, Paul T.; McCrae, Robert R. (1988). „From catalog to classification: Murray's needs and the five-factor model.”. Journal of Personality and Social Psychology. 55 (2): 258—265. doi:10.1037/0022-3514.55.2.258.
- Cho, Jinsook; Lee, Jinkook (1. 1. 2006). „An integrated model of risk and risk-reducing strategies”. Journal of Business Research. 59 (1): 112—120. doi:10.1016/j.jbusres.2005.03.006.
- Carland, James W. III; Carland, James W. Jr.; Carland, Jo Ann C.; Pearce, James W. (1 March). „Risk Taking Propensity among Entrepreneurs, Small Business Owners and Managers”. Journal of Business and Entrepreneurship. 7 (1): 15. Проверите вредност парамет(а)ра за датум: |date= (помоћ)
- Duane P. Schultz; Sydney Ellen Schultz (2008). „Chapter 5 – Henry Murray: Personology” (PDF). Theories of Personality (PDF). Cengage Learning. ISBN 978-0-495-50625-6. Архивирано из оригинала (PDF) 2017-02-07. г. Приступљено 2017-02-07.

## Spoljašnje veze
- „List of books and articles about David C. McClelland - Online Research Library: Questia”. www.questia.com.